# Takk og farvel; tida er blitt ei annen
Takk og farvel; tida er blitt ei annen är det andra fullängds studioalbumet med det norska black metal-bandet Myrkgrav. Albumet utgavs av bandet själva 2006 tio år efter bandets första studioalbum.

## Låtlista
1. "Skjøn jomfru (norsk version) – 4:20
2. "Vonde auer" – 6:15
3. "Bakom gyrihaugen" (instrumental) – 5:21
4. "Soterudsvarten" – 4:49
5. "Om å danse bekhette" (jubileumsversion) – 4:59
6. "Spålsnatt" – 4:59
7. "Spålsnatt" (instrumental) – 6:27
8. "Tørrhard" – 3:59
9. "Finnkjerringa (jubileumsversion) – 4:39
10. "Østa glette" (instrumental) – 5:17
11. "Sjuguttmyra" – 4:30
12. "Uttjent" – 3:58
13. "Tviom!" (instrumental) – 4:14
14. "Skjøn jomfru" (engelsk version) – 4:19
15. "Takk og farvel" – 1:26

## Medverkande
Musiker (Myrkgrav-medlemmar)
- Leiðólfr (Lars Jensen) – sång, gitarr, basgitarr, keyboard, trummor, flöjt

Bidragande musiker
- Olav Mjelva – hardingfela
- Bernt Fjellestad – sång (spår 10)
- Nordvang (Erlend Antonsen) – basgitarr (spår 1, 3,  4, 6, 7, 9 – 13)

Produktion
- Lars Jensen – producent, ljudtekniker, ljudmix